# Technetium (99mTc) votumumab
Il Technetium (99mTc) votumumab (noto anche come HumaSPECT o più semplicemente come votumumab) è un anticorpo monoclonale marcato con il radionuclide tecnezio-99m. È stato sviluppato per la diagnosi dei tumori del colon-retto, ma non è mai stato messo in commercio.
Il target molecolare del votumumab è l'antigene tumorale CTAA16.88, un complesso di polipeptidi di citocheratina il cui peso molecolare complessivo varia tra i 35 000 e i 43 000 Dalton; questo complesso è comunemente riscontrabile in caso di neoplasie del colon-retto.